# Doug Brochu
Doug Brochu (Fayetteville (North Carolina), 29 september 1990) is een Amerikaans acteur. Hij is te zien in onder meer iCarly, Zoey 101 en Sonny With a Chance.
Dougs broer is Chris Brochu, hij speelde de karakter Ray Beech in de Disney Channel Original Movie, Lemonade Mouth. Dougs zus is Kate Brochu, zij speelde eens een kleine rol in een aflevering van Glee.

## Filmografie
| Jaar      | Titel                                  | Rol            | Opmerkingen |
| --------- | -------------------------------------- | -------------- | ----------- |
| 2007      | Zoey 101                               | Blatzberg      | Gastrol     |
| 2008      | Disney Channel's Totally New Year 2008 | Zichzelf       |             |
| 2008      | iCarly                                 | Duke Lubberman | gastrol     |
| 2009      | The Replacements                       | Terrance       | stem        |
| 2009-2011 | Sonny With a Chance / So Random!       | Grady          | hoofdrol    |
| 2011      | Pair of Kings                          | Oogie          | gastrol     |
| 2021      | iCarly                                 | Duke Lubberman | gastrol     |